# Örsi
Az Örsi  az Örs férfinév újabb keletű női párja.

## Gyakorisága
Az 1990-es években szórványos név, a 2000-es években nem szerepel a 100 leggyakoribb női név között.

## Névnapok
- július 14.[2]
- október 26.[2]